# 乙屈利失乙毘可汗
乙屈利失乙毘可汗（El külüg šad irbis qaγan、呉音：おちくちりしちおちびかがん、漢音：いつくつりしついつひかがん、拼音：Yǐqūlìshīyǐpí kĕhàn、? - 640年）は、西突厥の可汗。沙鉢羅咥利失可汗の子。乙屈利失乙毘可汗というのは可汗号で、姓は阿史那氏、名は不明。『旧唐書』では莫賀咄乙毘可汗（ばくかとついつひかがん、バガテュル・イルビ・カガン）と表記。

## 生涯
貞観13年（639年）、沙鉢羅咥利失可汗（イシュバラ・テリシュ・カガン）配下の吐屯俟利発（トゥドゥン・イルテベル：官名）が乙毘咄陸可汗（イルビ・テュルク・カガン）と密通し造反したので、沙鉢羅咥利失可汗は抜汗那（フェルガナ）国に逃れたが死去した。国人はその子を立てて乙屈利失乙毘可汗としたが、貞観14年（640年）になって死去した。そこで、弩失畢部の酋帥は沙鉢羅咥利失可汗の弟の伽那設（カーナー・シャド Kānā Šad）の子である薄布特勤（畢賀咄葉護、バガテュル・ヤブグ）を迎え、乙毘沙鉢羅葉護可汗（イルビ・イシュバラ・ヤブグ・カガン）とした。

## 子
- 乙毘射匱可汗

## 参考資料
- 『旧唐書』（列伝第百四十四下 突厥下）
- 『新唐書』（列伝百四十下 西突厥）
- 佐口透・山田信夫・護雅夫訳注『騎馬民族誌２正史北狄伝』（1972年、平凡社）
- 内藤みどり『西突厥史の研究』（1988年、早稲田大学出版部、ISBN 4657882155）